# ホスファミドン
ホスファミドン（英語: phosphamidon）または、ジメチル-(ジエチルアミド-1-クロルクロトニル)-ホスフェイトは、分子式がC10H19ClNO5Pの有機リン化合物である。
水・有機溶媒に可溶であり、また中性・弱酸性では加水分解しないがアルカリ性では容易に加水分解する。なお、現在その高い毒性により毒物及び劇物取締法において特定毒物に指定されている。

## 毒性
パラチオンと同様に有機リン化合物である。そのため中毒することで典型的な有機リン中毒の症状を呈する。（痙攣、息苦しさ、あたりが暗く感じるなど）また経口摂取することで胃痙攣などの症状を呈する。また、ラットにおけるLD50を次に示す。
- 経口毒性 8mg/kg